# Międzynarodowa Organizacja Hydrograficzna
Międzynarodowa Organizacja Hydrograficzna, IHO (ang. International Hydrographic Organization, fr. Organisation hydrographique internationale) – pozarządowa organizacja międzynarodowa zajmująca się sprawami hydrografii morskiej, powołana w 1921 roku. Organizacja ta jest efektem międzynarodowych konferencji i kongresów, które odbywały się już od roku 1889. Do 1967 roku nosiła nazwę Międzynarodowe Biuro Hydrograficzne (IHB, ang. International Hydrographic Bureau), obecnie nazwę tę nosi jej sekretariat.
Do organizacji należą 94 państwa członkowskie (2021 r.), w tym większość państw posiadających morską linię brzegową. Każde państwo członkowskie IHO reprezentowane jest przez odrębne biuro hydrograficzne. Zwierzchnictwo nad wszystkimi oddziałami sprawuje Międzynarodowe Biuro Hydrograficzne z siedzibą w Monako. W zarządzie Biura zasiadają dyrektorzy wybierani spośród przedstawicieli krajów członkowskich.
Celem organizacji jest kontrolowanie działań hydrograficznych poszczególnych państw. Jej głównymi zadaniami są: zapewnianie bezpieczeństwa w nawigacji i ochrona środowiska morskiego. IHO prowadzi rozmaite akcje, w tym badania morskie, oraz wspiera kraje zrzeszone w ich przeprowadzaniu.
Międzynarodowa Organizacja Hydrograficzna wydaje biuletyn Limits of Oceans and Seas, w którym określa granice pomiędzy oceanami.
Polskę reprezentuje Biuro Hydrograficzne Marynarki Wojennej.